# Crown Royal (album)
Crown Royal è il settimo ed ultimo album di studio del gruppo hip hop dei Run DMC, uscito nel 2001 dopo molti rinvii.
L'album contiene molte influenze rock, con le partecipazioni di Fred Durst, Stephan Jenkins e Sugar Ray. La lista di collaboratori include anche: Kid Rock, Nas, Prodigy e Method Man.
Crown Royal ebbe un moderato successo, e avrebbe dovuto essere seguito da un disco in occasione del ventesimo anniversario, nel 2003. Con la morte di Jam Master Jay alla fine del 2002, però, il gruppo si ritirò dalle scene.

## Tracce
1. It's Over (feat. Jermaine Dupri) – 3:40
2. Queens Day (feat. Nas & Prodigy) – 4:18
3. Crown Royal – 3:13
4. Them Girls (feat. Fred Durst) – 3:33
5. The School of Old (feat. Kid Rock) – 3:20
6. Take the Money and Run (feat. Everlast) – 3:48
7. Rock Show (feat. Stephan Jenkins of Third Eye Blind) – 3:14
8. Here We Go 2001 (feat. Sugar Ray) – 3:21
9. Ahhh (feat. Chris Davis) – 4:21
10. Let's Stay Together (Together Forever) (feat. Jagged Edge) – 3:19
11. Ay Papi (feat. Fat Joe) – 3:16
12. Simmons Incorporated (feat. Method Man) – 4:26
13. Walk This Way (remix)**Traccia fantasma